# Anochetus madagascarensis
Anochetus madagascarensis är en myrart som beskrevs av Auguste-Henri Forel 1887. Anochetus madagascarensis ingår i släktet Anochetus och familjen myror. Inga underarter finns listade i Catalogue of Life.

## Bildgalleri

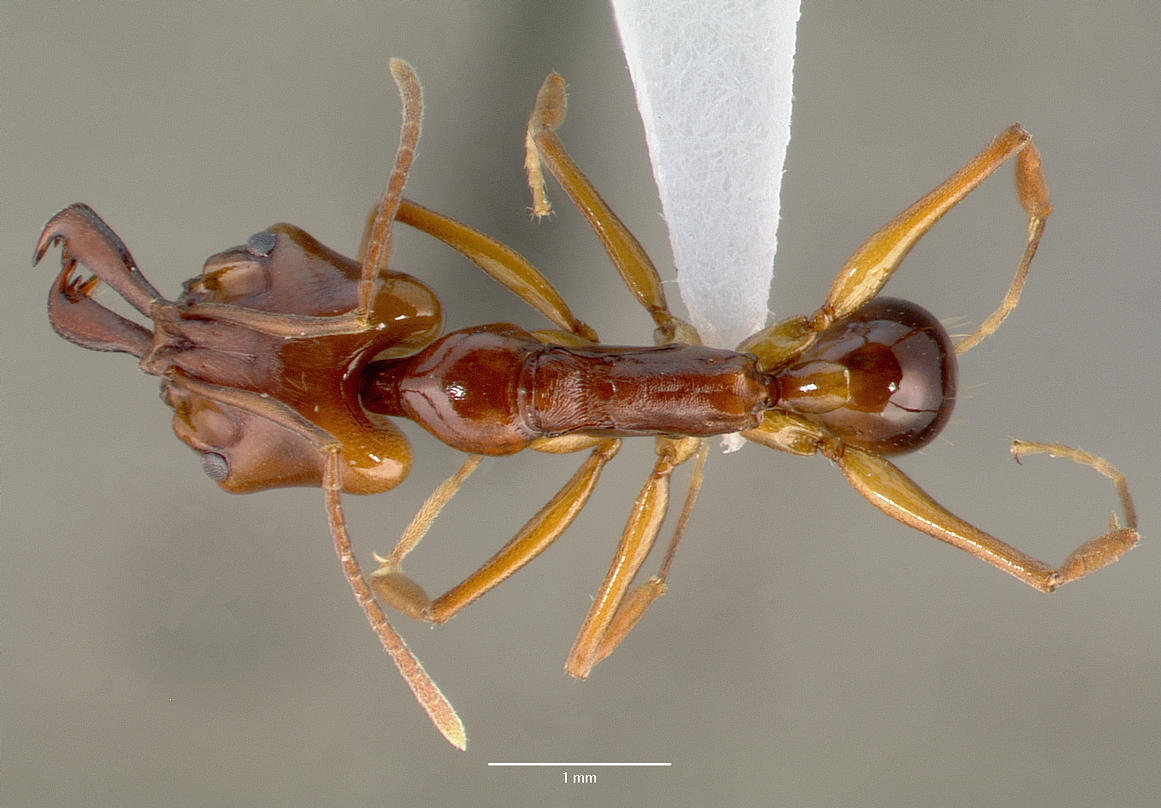
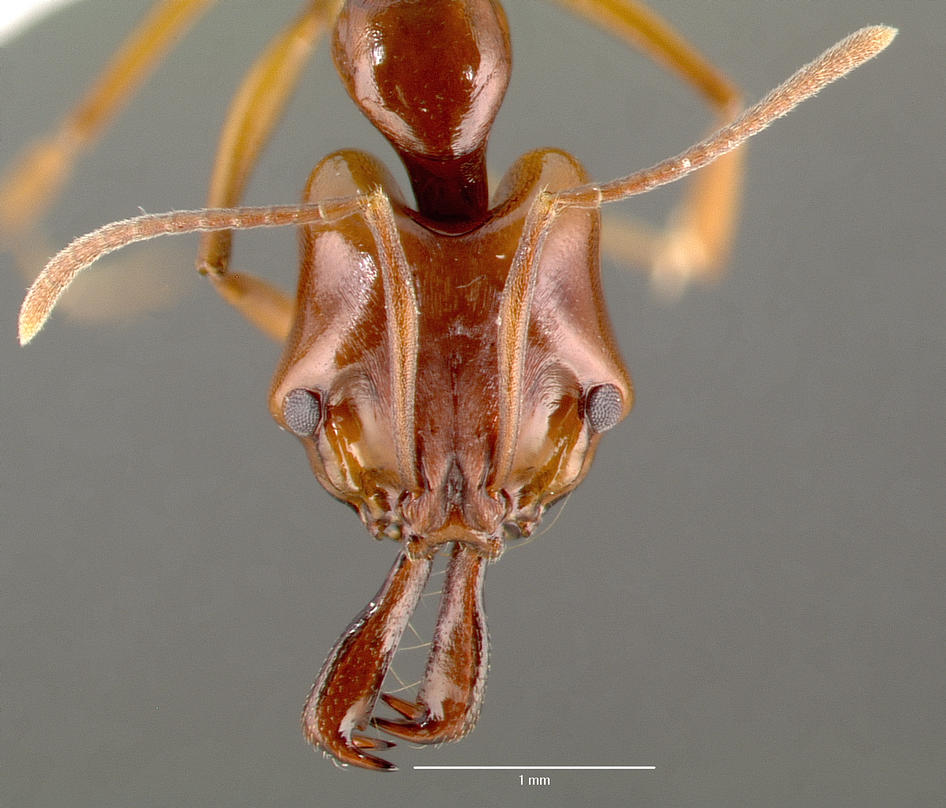
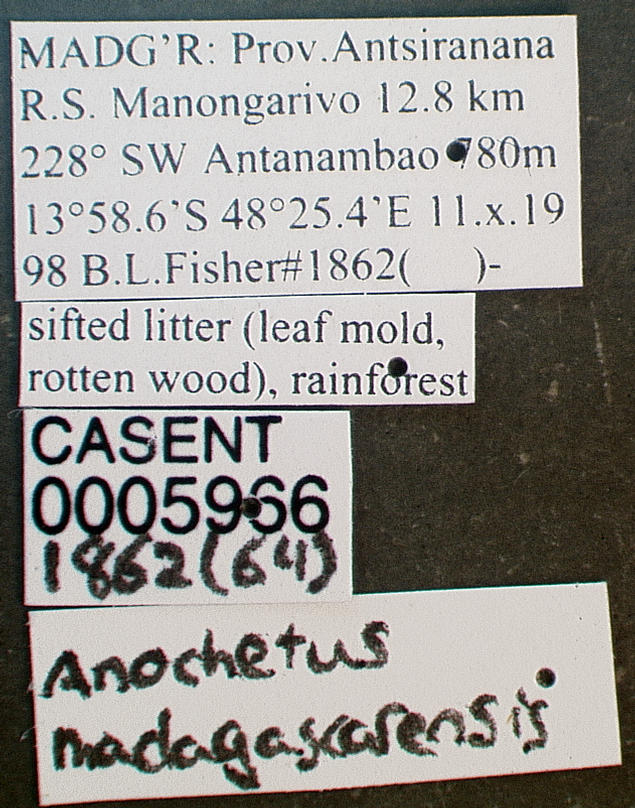
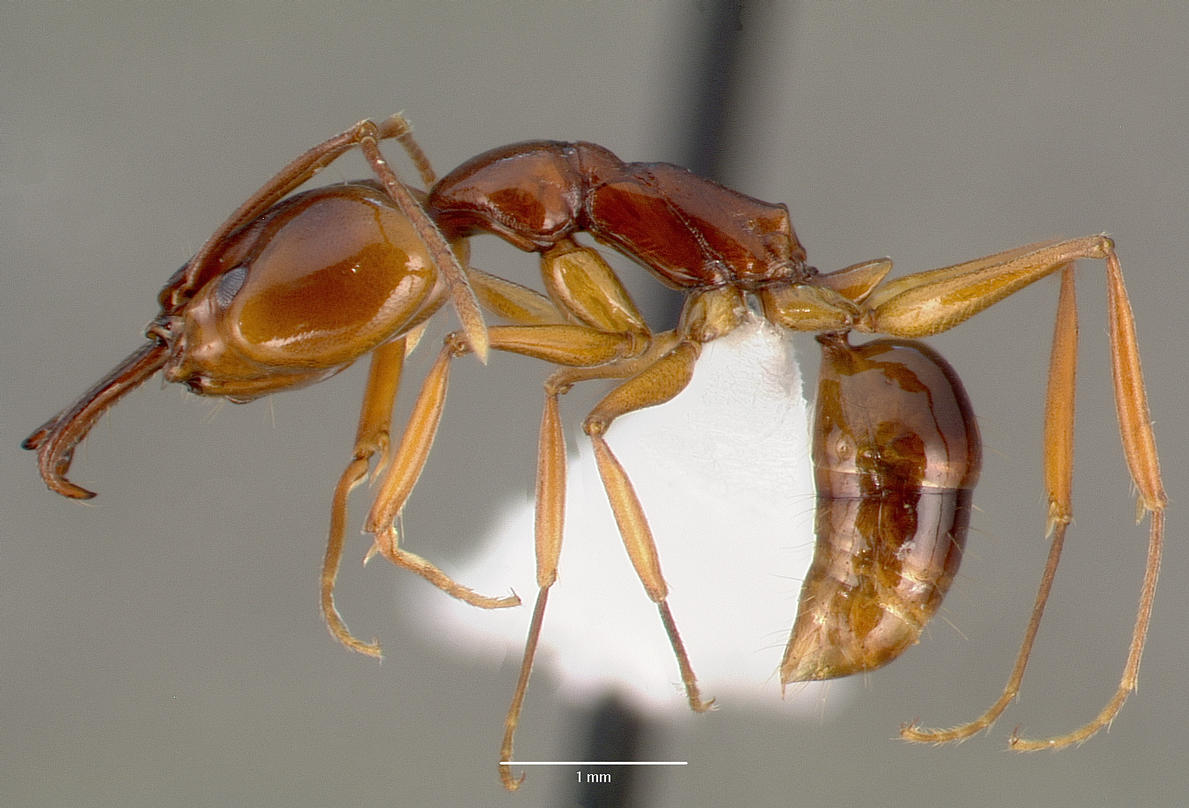
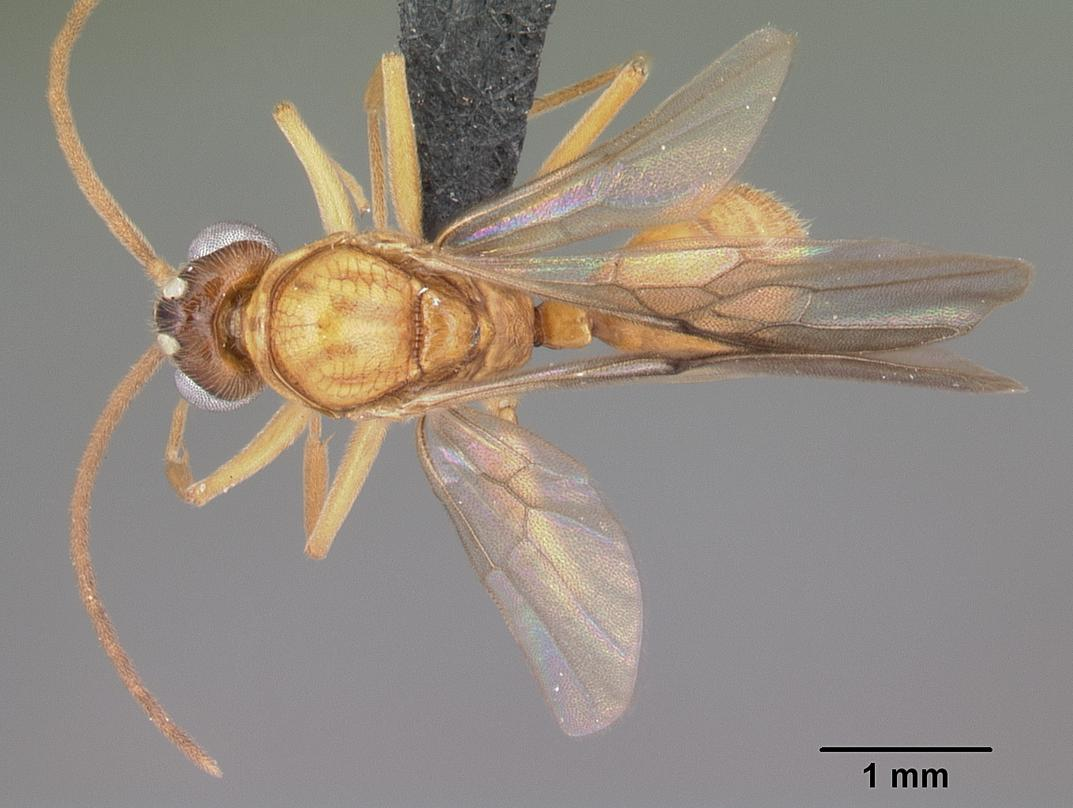
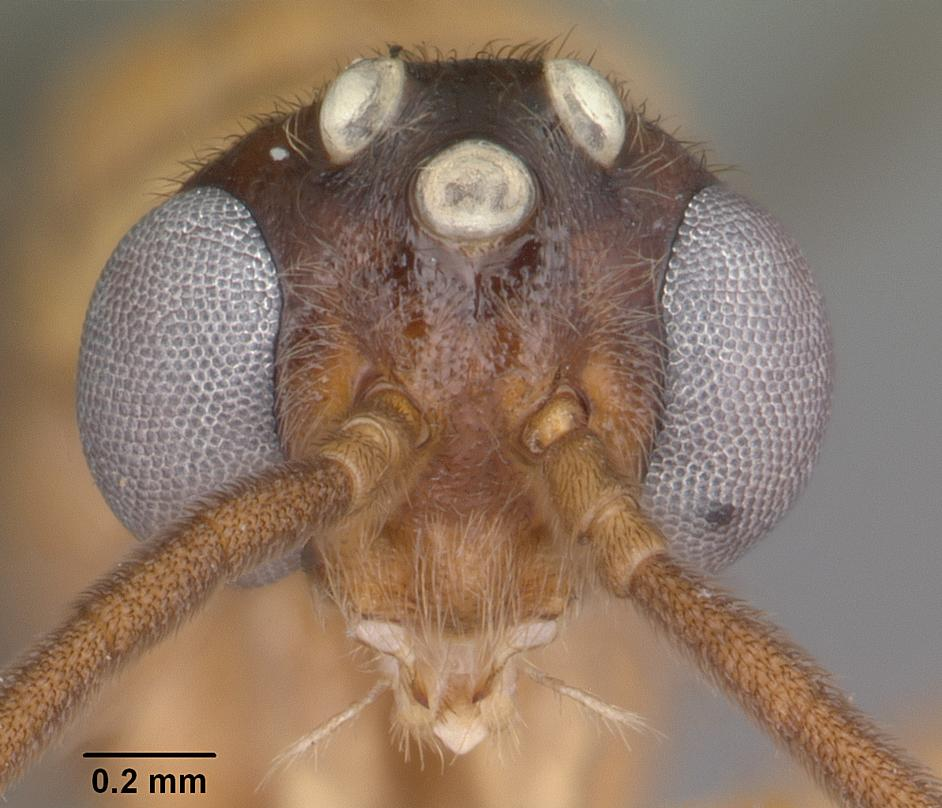